# Газельдорф
Газельдорф (нім. Haseldorf) — громада в Німеччині, розташована в землі Шлезвіг-Гольштейн. Входить до складу району Піннеберг. Складова частина об'єднання громад Гест-унд-Марш-Зюдгольштайн.
Площа — 18,08 км2. Населення становить 1816 ос. (станом на 31 грудня 2020).